# Brug bij Wijnegem (Houtlaan - N12)
De brug bij Wijnegem is een boogbrug over het Albertkanaal in de Belgische gemeente Wijnegem. De brug maakt deel uit van de gewestweg N12.